# Légendes de Guanyin
Les légendes de Guanyin sont un ensemble d'histoires légendaires qui content la transformation, dans le bouddhisme chinois, du bodhisattva Guanyin, forme chinoise d'Avalokiteśvara en une forme féminine. En Chine, la plus connue de ces légendes est celle de la princesse Miao-shan qui deviendra Guanyin, et qui sera souvent connue aussi comme la déesse de la miséricorde.
À côté de cette version chinoise, on trouve également au Viêt Nam des légendes qui content cette transformation et qui ont donné naissance à des œuvres très populaires.

## La légende de Miao-shan

### Origine

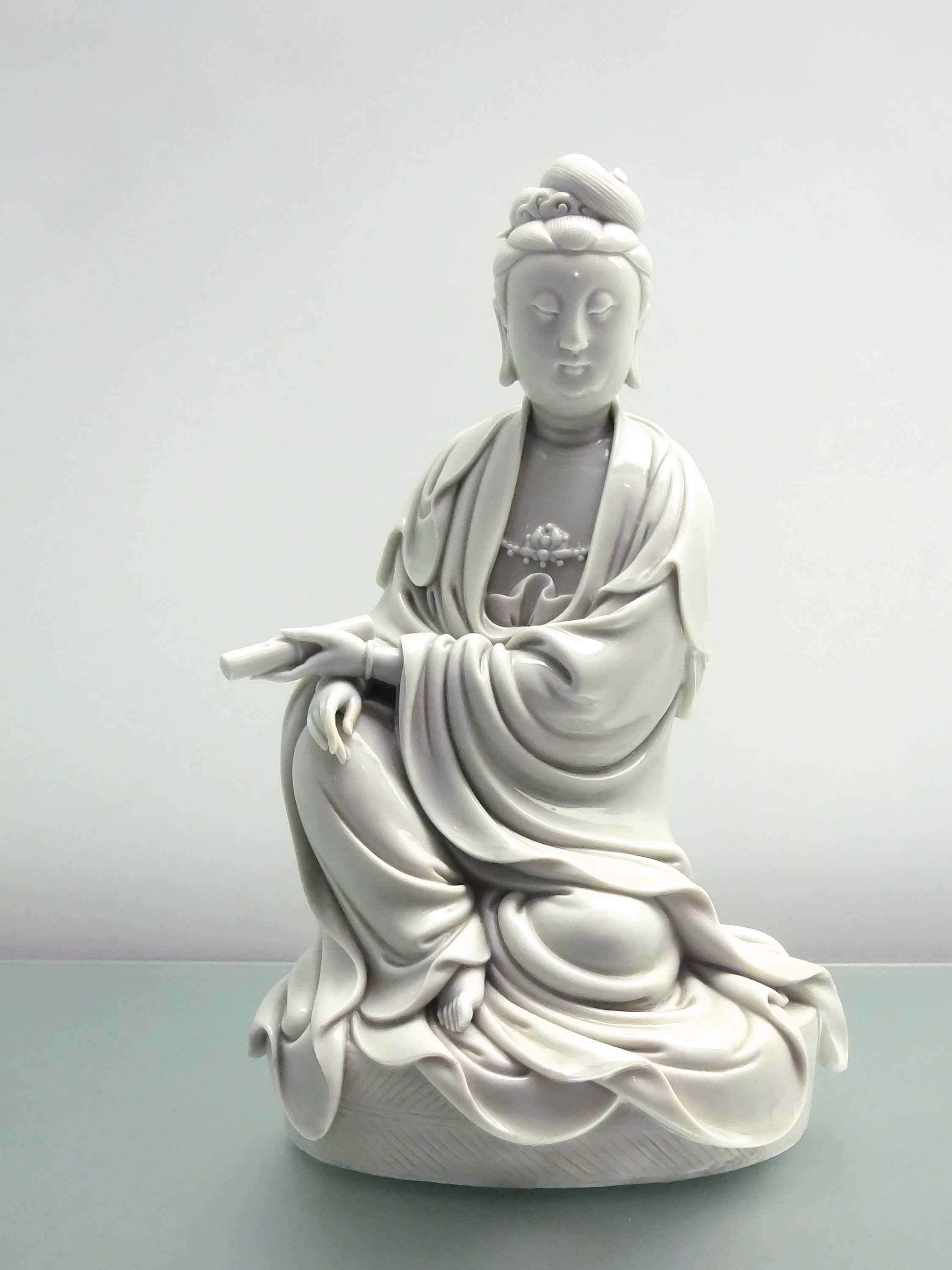
Guanyin assise. Porcelaine de Dehua,. Hong Kong Museum of Art

La plus ancienne inscription relative au culte de Miao-shan, gravée en 1100, est attribuée au moine bouddhiste chinois Jiang Zhiqi (蒋志奇) (1031-1104). Mio-shan y est assimilée à Guanyin sous sa forme de Grande Compatissante aux mille bras et  mille yeux, vénérée depuis plusieurs siècles au monastère  du mont Putuo (普陀島 Putuodao), le  Mont des Parfums, un des quatre monts bouddhistes de Chine.
Selon le sinologue britannique Glen Dudbridge, la plus ancienne version de la légende figure dans une des chroniques du bouddhisme en Chine, le Lung-hsing fo-chiao pien-nien t'ung-lun (龍興佛橋邊寧倫, Chroniques complètes des enseignements de Bouddha durant la période de l’empereur Song Xiaozong 宋孝宗), écrite en 1164 par le moine Tsu-hsiu,.

### La légende
Il existe différentes versions de la légende, et les variantes, souvent notables, que ces versions présentent s'expliquent par la rivalité qui existait entre les écoles taoïstes et bouddhistes .
Dans le texte qui suit, un des personnages est l’empereur de Jade. Il s’agit donc d’une version  influencée par la pensée taoïste, ce qui n’est pas le cas du texte nettement bouddhiste traduit par Dudbridge,.

#### Contexte

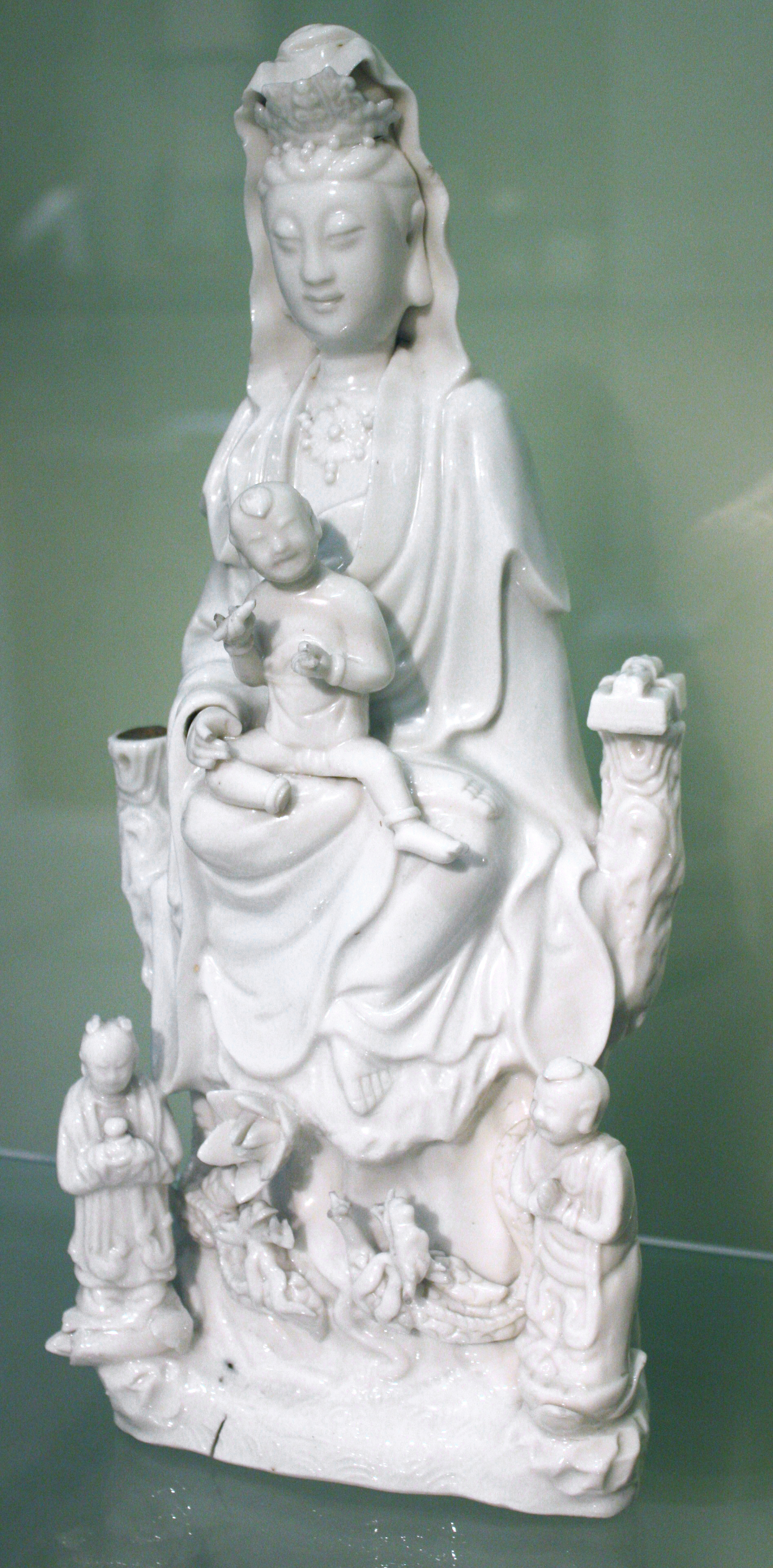
Guanyin en tant que "porteuse de fils" avec des petits garçons et des dragons de mer. Porcelaine « blanc de Chine », fours de Dehua. Vers 1620-1720. Victoria and Albert Museum

Sous la Dynastie du Ciel d'Or (朝金天 Chao Jintian), un jeune roi appelé Miaozhuang (妙莊) monta sur le trône après trois ans de guerre incessante ; il désirait par-dessus tout un héritier, mais comme il avait fait couler le sang pendant ces trois années, les dieux rechignaient à l'exaucer. Exceptionnellement et pour racheter une famille de voleurs, trois filles naquirent de son épouse, Baiya (白牙) : Miaoqing (妙清), Miaoyin (妙音) et Miaochan (妙善). Le roi était désespéré, mais ses ministres le rassurèrent en lui disant qu'une de ses filles épouserait sans doute le futur héritier du trône.
Mais alors que ses deux sœurs trouvèrent un bon parti, Miaochan résistait obstinément au mariage, car elle désirait embrasser la vie religieuse et devenir bonzesse. Voyant cela et désireux de vaincre cette obstination, insistance, son père, le roi, la dépouilla de ses vêtements, la vêtit de haillons et l'abandonna dans le jardin de la Reine, sans rien. Mais contre toute attente, il s'avéra que cette vie érémitique convenait parfaitement à la jeune fille...

#### La vie monastique
Sans écouter le roi qui s'évertuait à la raisonner, elle décida de rejoindre le temple de la Pagode de l'Oiseau Blanc (白雀禪寺 Baique Chansi), où résidaient déjà cinq cents bonzesses. Bien malgré lui, le roi la laissa quitter le palais et embrasser cette vie monastique; mais il ordonna par décret aux bonzesses de mener la vie dure à la princesse afin de la dégoûter de son choix. Pourtant, rien n'y fit: Miaochan supportait tout sans se plaindre. Bientôt, la mère supérieure lui avoua la menace[Laquelle ?] qui pesait sur elles si la princesse persistait dans son choix, mais invectivant les nonnes, Miaochan maintint ses positions[pas clair]. Elle finit par passer un marché avec les sœurs, s'engageant à s'occuper seule des tâches ménagères et de la cuisine.

#### Menaces
Ému par tant de piété, l'Empereur de jade lui envoya des Esprits pour l'aider. Voyant cela, les bonzesses furent émerveillées. Le roi, lui, fut au contraire excédé et il dépêcha son armée pour brûler le temple. Effrayées, les nonnes allèrent prier Miaochan de les aider. Alors celle-ci adressa une prière au Ciel et piquant son palais avec son épingle à cheveux en bambou, elle cracha vers le Ciel : des nuages s'amoncelèrent qui bientôt éteignirent l'incendie, sauvant ainsi le temple. Furieux, le roi fit jeter sa fille en prison, puis décida à l'exécuter publiquement ; son épouse, la reine eut toutefois une dernière idée: bâtir une tour sur le chemin du supplice afin d'attirer à elle sa fille en donnant des fêtes et des festins qui la feraient réfléchir sur sa situation, sûre de l'emporter cette fois-ci. Le roi acquiesça car il ne voulait vraiment pas se couvrir de honte à l'idée de verser le sang de sa propre fille. Hélas pour eux, non contente de refuser l'offre de rejoindre sa mère et la fête, la princesse baissa la tête et les yeux devant ses parents et les ignora totalement.
Excédé, Miaozhuang fit enfermer sa fille dans ses appartements pour qu'elle donner une dernière possibilité de renoncer à sa foi. Mais devant son inflexibilité, il lui promit de l'exécuter à l'aube. Alors, une fois encore, les Esprits intervinrent : le tudi (土地), l'Esprit de la Localité qui avait tout entendu, fit son rapport au Ciel. L'Empereur de jade lui ordonna de veiller sur le corps de a jeune fille, afin qu'aucun mal ne lui soit fait, car ce corps était promis à devenir celui d'un Pusa (Bodhisattva); en cas de mise en œuvre des menaces d'exécution, il devait en outre emmener ce corps dans la forêt.
C'est ainsi qu'au moment de l'exécution, ni le sabre du bourreau — il se brisa en deux — ni les lances ne purent entamer le corps de Miaochan. Voyant cela, le roi la fit étrangler avec une bande de soie: la jeune fille mourut. Mais à peine la vie avait-elle quitté son corps qu'un tigre bondit et s'en empara et l'emporta dans la forêt. C'était bien sûr le tudi.

#### Au Paradis
Quand Miaochan rouvrit les yeux, elle n'était plus sur terre, mais dans l'autre monde. Elle y fut accueillie par un émissaire du lieu, venu pour lui faire visiter les dix-huit enfers (十八地獄 Shiertiyu). Les dix juges (十殿閻王 Shidian Yenwang) eux-mêmes vinrent à sa rencontre et lui demandèrent de prier en ces lieux. La princesse accepta à la condition que les suppliciés des dix palais (小地獄十殿宮 Xiaotiyu Shidiangong) soient délivrés le temps de l'écouter. Il en alla comme elle désirait; mais à peine avait-elle commencé à réciter ses prières qu'il n'y avait plus de supplices, et les damnés furent gagnés par la joie : l'Enfer était devenu Paradis. Effrayés, les dix rois renvoyèrent alors l'âme de Miaochan sur terre afin qu'elle retrouve son corps laissé dans la forêt et préservé de la dégradation par le tudi.

#### Miaochan devient Guanyin

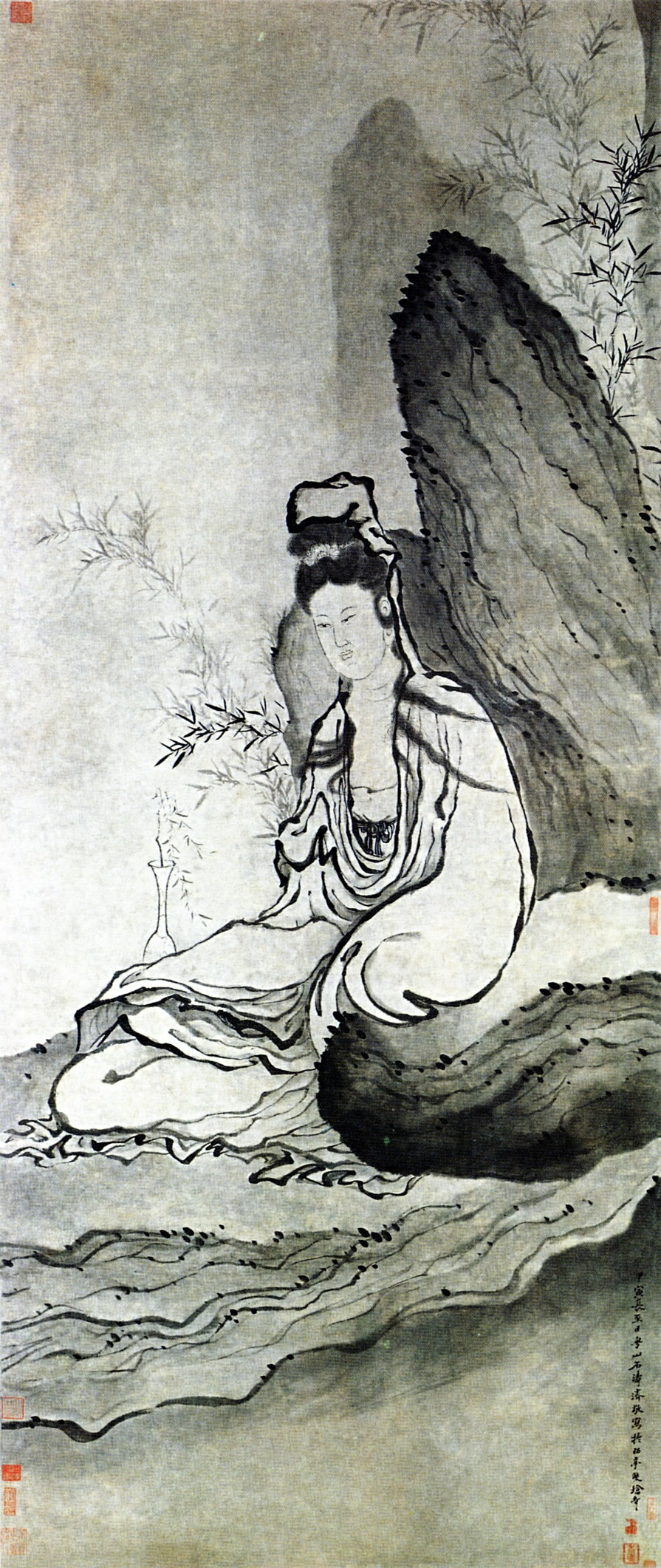
Guanyin. Shitao, 1674. Encre sur papier, H. 193,6 cm. Musée de Shanghai

Miaochan se réveilla à nouveau dans la forêt. Comme l'endroit semblait désert, elle se désespéra de ne pouvoir prier pour personne et éclata en sanglots. Arrive un inconnu, qui se dit ému par son histoire et lui promet de l'épouser. Cette proposition offensa la princesse qui la rejeta violemment. L'inconnu lui révéla alors qu'il était en réalité le Tathagatha (如來 Rulai), qu'il avait testé sa foi et décidé de l'emmener dans un lieu où elle aurait tout loisir de prier pour le salut des êtres : la pagode du Mont des Parfums (香山 Xiangshan), sur l'île de Putuo (普陀島 Putuodao). Il lui remit une pêche d'immortalité et comme l'île se trouvait à plus de trois mille lis, ce fut une fois de plus le tudi, changé en tigre, qui fut chargé de la transporter jusque là-bas.
Elle passa neuf ans sur le Mont Putuo (普陀山 Putuoshan) à se perfectionner, et devint ainsi pour tous, la Reine des trois mille Pusa (三千普薩 Sanqian Pusa) et de tous les êtres de chair. Dizangwang (地藏王) (aussi appelé Kshitigarbha), le bodhisattva des Enfers fut si émerveillé par tant de vertu qu'il décida d'en faire la Souveraine du Ciel, de la Terre et du Bouddhisme. Une grande cérémonie fut donnée en son honneur, où furent invités les plus grandes divinités du Ciel, de la Terre et des Enfers, et devant témoins, Miaochan devint Guanyin puis monta sur son trône de lotus.
On pria Guanyin de trouver un jeune garçon et une jeune fille pour l'assister dans sa tâche, et ce fut le tudi qui fut chargé de lui trouver ses nouveaux assistants. Le premier, du nom de Chancai (善才), n'était encore qu'un jeune bonze novice, raison pour laquelle Guanyin aussi décida de le mettre à l'épreuve. Voici donc que des Immortels déguisés en pirates font semblant d'attaquer le temple; effrayée, Guanyin court au bord d'une falaise et se jette dans le vide. Sans réfléchir, le jeune bonze se jette lui aussi dans le vide pour la rattraper. Devant tant de piété, Guanyin accepta d'en faire son assistant.
Son deuxième assistant sera une assistante : cette femme[Qui ?] avait jadis sauvé le troisième fils du Roi-dragon (龍王三子 Longwang Sanzi), changé en carpe et capturé par un pêcheur. Le roi lui avait donc fait porter une perle lumineuse afin de la remercier. Sa[Qui ?] petite-fille Longnü (龍女 c'est-à-dire Femme-dragon) tenait à la lui remettre en personne et supplia son grand-père de pouvoir se mettre au service de la déesse pour suivre ses enseignements. Après maintes épreuves, Longnü devint à son tour la suivante de Guanyin avec Chancai.
Dans La Pérégrination vers l'Ouest, on donne une autre version de la conversion de Chancai auprès de Guanyin : c'était un monstre nommé Vent-Noir (黑風 Heifeng) qui fut vaincu par Sun Wukong (孫悟空, communément appelé le Roi des Singes) et sauvé de la mort par Guanyin, qui en fit le gardien des arrières du Putuoshan.Toujours dans ce roman, Guanyin est déjà accompagnée d'un assistant, qui n'est pas Chancai, mais Hui'An, dont l'auteur nous apprend qu'il n'est autre que Muzha (木吒), le frère puîné de Nezha (哪吒).

#### Dénouement
La légende se termine généralement ainsi : le père de Miao-shan, le roi Miaozhuang , tombe gravement malade. Il s’engage à céder son trône à qui sera capable de le guérir. Mais aucun médecin ne trouve le remède efficace. Apparaît alors un moine qui lui dit que le médicament qui pourra le guérir devra être composé d’un bras et d’un œil provenant d'une personne pure et sans tache. Il ajoute qu’une telle personne existe et vit sur le mont Putuo.
Le roi hésite devant une telle proposition. Mais finalement, suivant l'indication du moine, il décide d’envoyer un messager pour demander l’aide de cette sainte personne, ignorant qu’il s’agit d’une de ses filles. Celle-ci accepte sans hésiter. Peu après, le roi  est guéri. Il souhaite alors remercier personnellement cette femme qui a accepté de se mutiler pour le sauver, et lui proposer son trône comme il s’y était engagé. Quand il découvre que c’est Miao-shan, il lui demande pardon pour tout le mal qu’il lui a fait subir pendant tant d’années. Puis il lui fait construire un temple sur la montagne,
L’histoire se termine par la transformation de Miao-shan en la bodhisattva Guanyin. Débordante de compassion, elle fait vœu d’aider tous les êtres vivants, et pas seulement  les humains, jusqu’à ce qu’ils soient tous délivrés de la souffrance. Son lieu de résidence est l’île du mont Putuo, où elle se consacre totalement à la méditation,.

## La légende dans le Xiyouji

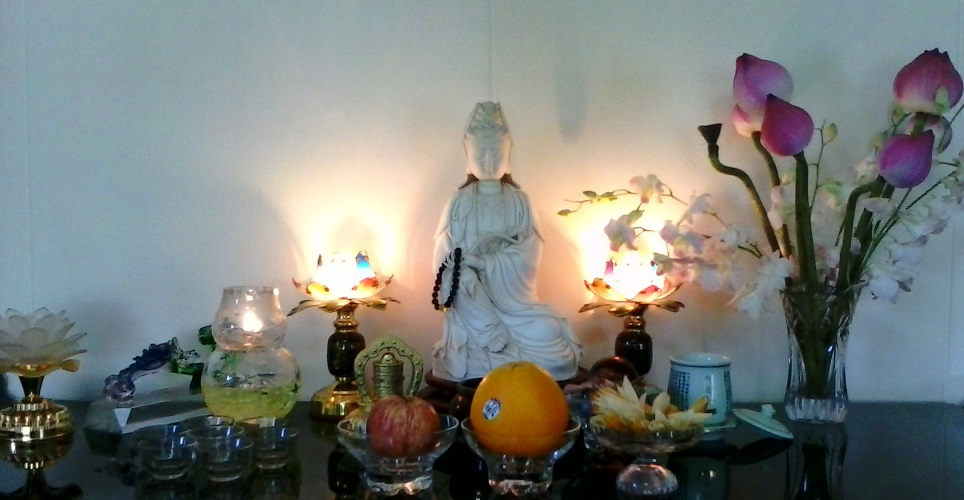
Petit autel privé de Guanyin, 2014.

Dans le roman de Wu Cheng En, le Xiyouji, (le Voyage en Occident), Guanyin occupe une place très importante, puisqu'elle veille sur le moine Sanzang (三藏) et ses disciples, et les protège pendant leur voyage vers l'ouest. Elle peut être comparée à Athéna qui veilla sur l'Odyssée d'Ulysse[réf. nécessaire]. C'est elle qui sera choisie par le Bouddha pour trouver un moine émérite qui ira chercher les écritures sacrées dans son Paradis de l'Ouest ; c'est elle aussi qui trouvera les disciples du moine et qui les convertira au bouddhisme. Elle intervient souvent dans l'histoire pour sauver les pèlerins des monstres qui les attaquent, mais finit toujours par éviter toute violence en récupérant ces êtres maléfiques et en les accueillant sur la Voie de la Salvation, leur évitant ainsi une mort sans espoir de se racheter. Elle conserve ainsi son statut de Grande Compatissante qui se penche sur le monde pour pleurer sur les êtres et les délivrer de leur existence prisonnière du Cycle infernal des réincarnations.

## Deux légendes de Guanyin Quan  Âm au Viêt Nam
Le bouddhisme au Viêt Nam se  développe dès le IIIe siècle,,,,.

### Quan Âm Nam Hải

#### Repères historiques
Plus d’un siècle s’écoule entre 1164, année de rédaction du plus ancien texte chinois connu de la légende de Miao-shan et le début de sa diffusion au  Viêt Nam, fin XIIIe début XIVe siècle , sous le titre Quan Âm Nam Hải. La version gravée en chữ nôm (ancienne écriture vietnamienne utilisant les sinogrammes chinois) n’a pu être datée avec précision. Pour ce qui est du premier texte écrit en chữ quốc ngữ (écriture vietnamienne moderne utilisant l’alphabet latin), il a été publié en 1897.

#### Le texte
La légende de Quan Âm Nam Hải est la traduction en vietnamien de celle de Miao-shan (chinois :苗山). Il existe plusieurs variantes dans les deux langues, mais le schéma narratif et les événements sont les mêmes. La version vietnamienne est un peu plus longue, du fait que certaines scènes sont plus imagées dans le style local. Les traducteurs transcripteurs ont vietnamisé les noms propres des lieux et personnages, et non pas seulement celui de Guanyin. En voici la liste :
| Noms propres en chinois et vietnamien   | Noms propres en chinois et vietnamien         | Noms propres en chinois et vietnamien                                        |
|                                         | Noms chinois                                  | Noms vietnamiens                                                             |
| --------------------------------------- | --------------------------------------------- | ---------------------------------------------------------------------------- |
| Personnages                             |                                               |                                                                              |
| Le roi                                  | Miaozhuang (妙莊)                             | Diệu Trang Vuong                                                             |
| Les trois sœurs                         | Miaoqing (妙清)                               | Diệu Thanh                                                                   |
|                                         | Miaoyin (妙音)                                | Diệu Âm                                                                      |
|                                         | Miao-shan (ou Miao-chan) (妙善 ou 苗山)       | Diệu Thiện (la future Quan Âm)                                               |
| Le Tathāgata (Bouddha)                  | Rulai (如來)                                  | Như Lai                                                                      |
| Le Bodhisattava (gardien des 18 enfers) | Dìzàng (地藏王) (sanskrit IAST : Kṣitigarbha) | Địa Tạng                                                                     |
| Les deux jeunes disciples               | Chancai (善才) (le garçon)                    | Thien Tai                                                                    |
|                                         | Longnu (龍女) (la fille)                      | Long Nữ                                                                      |
| Lieux                                   |                                               |                                                                              |
| Pagode des parfums                      | Xiangshan (香山)                              | Chùa Hương ou Chùa Thơm                                                      |
| Mont Putuo                              | Putuodao (普陀島)                             | Phổ Đà Sơn (situé en Chine) Le mont Hương Tích (situé au Centre du Viêt Nam) |

Il y lieu de signaler une particularité. Au Viêt Nam, il y a deux pagodes des parfums, l’une et l’autre étant des lieux de pèlerinage, encore de nos jours. Mais seule la première, construite au XIVe siècle au centre du pays, dans la province de Hà Tĩnh, est entièrement dédiée au culte de Quan Âm dans le cadre de la légende,.
Il faut également mentionner que le texte vietnamien contient des références symboliques du bouddhisme mahāyāna qui ne figurent pas dans l’histoire de Miao-shan. Ainsi sont évoqués, dans la dernière partie du texte:
- Le Trikāya, ou triple corps des Bouddhas (vietnamien : Tam Thân), dont les trois aspects sont symbolisés  comme suit : le Dharmakāya (vietnamien: Pháp Thân), le corps du « dharma » est représenté par Quan Âm; le Sambhogakâya (vietnamien: Báo Thân), le corps de « félicité », représenté par le mont Putuo/Phổ Đà (situé en Chine), lieu de résidence duTathāgata (Bouddha); et le Nirmāṇakāya (vietnamien: Ứng Thân), le corps d’«émanation » ou de « transformation », représenté par le mont  Hương Tích (situé au Viêt Nam), lieu de résidence de Quan Âm.

- Quatre des huit Grands Bodhisattvas (sanskrit IAST : Mahāsattva ; vietnamien : Ma ha Tát) : Avalokiteśvara-Guanyin et  le diệu Thiện-Quan Âm;  Mañjuśrī (en vietnamien : Văn-thù-sư-lợi), ayant un lion vert comme monture, dont le diệu Thanh (première sœur de Diệu Thiện) devient une émanation à la fin du récit;  Samantabhadra  (vietnamien :Phổ Hiền) ayant un éléphant blanc comme monture, dont le Diệu Âm (deuxième sœur) devient l'émanation à la fin du récit; et finalement Kṣitigarbha (vietnamien : Địa Tạng ; chinois: Dìzàng) qui apparaît  dans le cours du récit (scène où celle qui n’est encore que Diệu Thiện  visite les 18 enfers)[18].

### Quan Âm Thị Kính

#### Repères historiques
Quan Âm Thị Kính est le personnage éponyme d’une pièce de théâtre et d’un roman écrits en vers chữ nôm (ancienne écriture vietnamienne utilisant les sinogrammes chinois), probablement vers la fin du XVIIe début du XVIIIe siècle. Les historiens n’ont encore établi avec certitude ni la date de création, ni le nom du ou des auteurs.

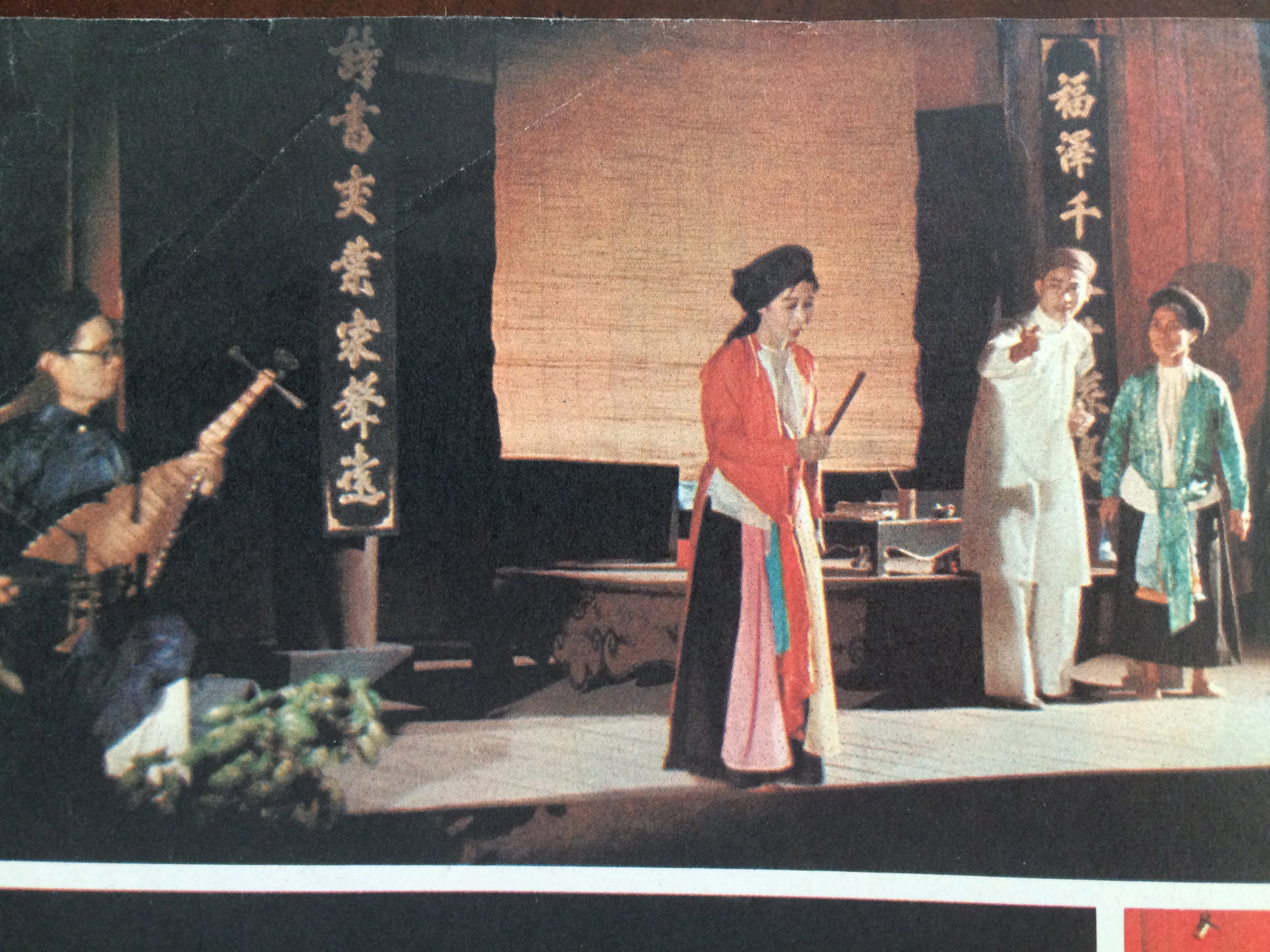
Représentation de la pièce Quan Âm Thị Kính. Hanoï, 1972. Théâtre Hát Chéo. Mise en scène: Vu-Khac-Khoan.

#### Le roman
L’auteur du roman connaissait à la fois le bouddhisme et le confucianisme. La trame suit le même plan que celui de la pièce, mais avec des développements plus riches d’un point de vue littéraire. Écrit par un lettré pour des lettrés, il est destiné à être lu, non pas joué en public. Son style raffiné le rend incompréhensible pour des classes paysanne et populaire. Il n’obtient de ce fait qu’un succès restreint. Cela ne l’empêche pas de figurer parmi les œuvres majeures de la littérature vietnamienne.

#### La pièce de théâtre
La pièce, elle, est écrite dans un style simple et direct qui la rend accessible pour tous les publics. Son succès a traversé les siècles jusqu’à nos jours. Faisant partie du répertoire classique, elle est encore jouée au Viêt Nam, soit dans une version modernisée (seulement le texte), soit dans la version traditionnelle de l’opéra populaire Chèo (comportant les parties chantées),. Le texte compte 786 vers (distiques de  6+8 pieds) écrits en chữ nôm. La pièce est également interprétée à l’étranger.

##### Personnages principaux
Ils sont au nombre de trois: Thị Kính, la future Quan Âm — qui se travestira en moine dans le cours du récit, sous le nom de Kính Tâm ; Thiện Sĩ, son époux — qui sera transformé en perroquet) ; et Thị Mầu, une jeune femme qui tentera de séduire le moine Kinh Tâm.

#### Synopsis
Le texte peut être découpé en cinq parties,.

##### Thị Kính accusée à tort de tentative de meurtre sur son époux (vers 1-224)
Thị Kính est une jeune femme qui dans ses neuf vies antérieures, a été un moine bouddhiste nommé Kinh Tâm. Cette dixième vie est la dernière, car à la fin de l’histoire elle deviendra la bodhisattva Quan Âm.
Belle et vertueuse, elle épouse Thiện Sĩ, jeune homme de bonne famille. Le jeune couple vit heureux. Un soir, Thiện Sĩ s’assoupit sur les genoux de son épouse, tandis qu’elle fait des travaux de couture. Contemplant le visage de son bien-aimé, elle remarque un long poil de barbe sur son menton. Elle s’apprête à le couper avec son canif de couturière, mais Thiện Sĩ se réveille en sursaut et croit qu’elle voulait l’égorger. Il est furieux. EThị Kính fond en larmes, sans pouvoir le convaincre de son erreur. Il lui ordonne de retourner chez ses parents.

##### Thị Kính reniée par sa famille se réfugie à la pagode (vers 225-370)
Ses parents refusent de l’accueillir, honteux d’avoir une telle fille. Rejetée par tous les membres de sa famille, elle décide de se vêtir en homme afin de pouvoir se réfugier dans une pagode. Elle est admise comme moine novice, sous le nom de Kinh Tâm, qu’elle porte pour la dixième fois dans son voyage karmique. Hélas, loin de trouver la sérénité dans cet endroit, elle est confrontée à de nouveaux tourments.

##### Thị Mầu tente de séduire Kinh Tâm qui est chassé de la pagode (vers 371-384)
Celle qui était belle lorsqu’elle était femme apparaît pareillement sous les traits d’un beau jeune homme, si bien la fille d’un riche négociant de la région, nommée Thị Mầu, tombe amoureuse de « lui » et tente de « le » séduire, mais sans succès. Déçue, Thị Mầu a alors une relation amoureuse avec son valet de ferme.
Quelques semaines plus tard, elle constate qu’elle est enceinte. Elle y voit l’occasion de se venger du jeune moine en prétendant qu’il est le père de son futur enfant. Kinh Tâm jure de son innocence, mais tout le monde croit en sa culpabilité, y compris le moine supérieur qui le chasse de la pagode, car un moine qui a commis une telle faute s’est rendu impur. Kinh Tâm obéit, sans produire la seule preuve qui pourrait la sauver, ne voulant pas que la menteuse soit châtiée.

##### Kinh Tâm élève l’enfant de Thị Mầu (vers 385-692)
Mais le pire survient quelques mois plus tard, après l’accouchement, quand Thị Mầu abandonne son bébé sous le porche de la pagode, où dort désormais Kinh Tâm. Ce dernier accepte de prendre soin de l'enfant et se met à mendier afin de pouvoir le nourrir, chose que tout le monde trouve normale puisque c’est « son » enfant. Mais les aumônes s'accompagnent d’insultes et d'invectives que Kinh Tâm accepte avec sérénité, sans jamais se plaindre.
Trois années ont passé et l'enfant a grandi, quand l'état de santé de Kinh Tâm se détériore rapidement et il se retrouve au bord de la mort. Il rédige alors une lettre à ses parents, dans laquelle il raconte toute l'histoire, et surtout leur demande de confier l’enfant à la pagode, en espérant que le moine supérieur l'accepte.

##### Kinh Tâm meurt d’épuisement et devient la bodhisattva Quan Âm (vers 693 à 786)
Quand le supérieur apprend la vérité, il réalise qu’il a été injuste et se repent de son attitude. Pour se racheter, il accepte de s’occuper de l’enfant. Thị Mầu est condamnée à payer tous les frais des obsèques et à porter le deuil. Dans le même temps, Bouddha, qui a tout vu de l’histoire, décide d’accueillir Kinh Tâm/Thi Kinh dans les cieux où elle réalise l’état de bodhisattva sous le nom de Quan Âm. Par la suite, ses parents seront également admis à séjourner auprès d’elle, ainsi que l’enfant de Thị Mầu, à condition qu’ils demeurent sur le lotus servant de socle à la bodhisattva. Quant à Thiện Sĩ, le mari incrédule, il est transformé en perroquet et devra rester sur un perchoir à côté de Quan Âm.

### Diệu Thiện et Thị Kính, des personnages différents

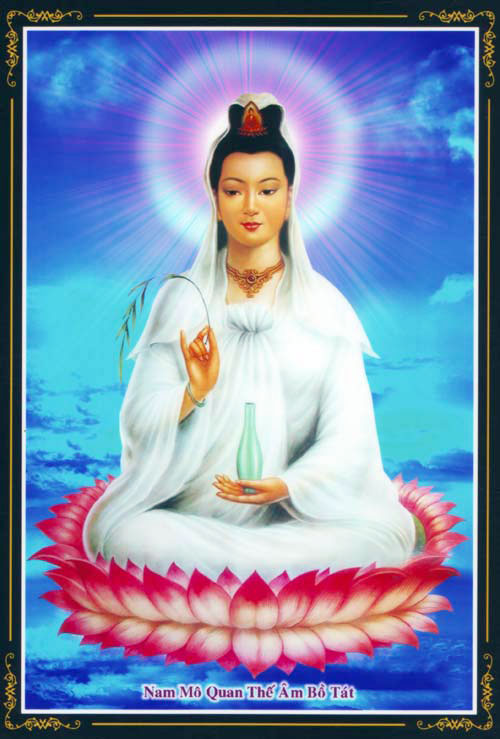
Représentation vietnamienne de Guanyin utilisée comme image votive et protectrice (Auteur anonyme; année de création inconnue).

Par leur comportement exemplaire, les deux héroïnes atteignent l’état de bodhisattva. Cependant, une analyse des deux légendes met en évidence plusieurs différences entre les caractères de Diệu Thiện et de Thị Kính. En voici deux exemples. Tout d'abord, la détermination: Diệu Thiện fait ce qu’elle a décidé de faire, tandis que Thị Kính est une femme soumise. Leur attitude respective face à l’autorité paternelle en est une illustration : l’une refuse de se marier, l’autre accepte, et par la suite endure injustice et humiliations sans mot dire. Deuxièmement, la vocation religieuse: Diệu Thiện fait ce choix dès son plus jeune âge, répondant à un appel intérieur ; Thị Kính ne choisit la pagode que comme ultime recours, après avoir été répudiée par son mari et rejetée par ses parents ; de plus, elle doit dissimuler son identité féminine;
Dès le début, on comprend que Diệu Thiện est destinée à être boddhisattva. Ce n’est pas le cas de Thị Kính, mais elle fait pleurer les spectateurs, lesquels connaissent la vérité. À leurs yeux, elle mérite vraiment d’atteindre le nirvana à la fin de l’histoire.
Dans un pays fortement marqué par le confucianisme, l’attitude d’abord rebelle de Diệu Thiện vis-à-vis de l’autorité paternelle est une faute. Mais elle est pardonnée quand elle accepte de donner ses yeux et ses membres pour sauver son père malade. C’est le plus grand témoignage d’amour qu’une enfant puisse faire à ses parents en termes de piété filiale. Et son affliction profonde en voyant souffrir les suppliciés des enfers, exprime le ressenti du futur bodhisattva de la compassion.    
Thị Kính se refuse de confondre Thị Mầu et accepte d'assumer le rôle de "père" adoptif. Elle sacrifie sa santé et y laisse sa vie. C’est l’expression extrême de l’aide apportée à autrui, en l’occurrence l'enfant.
Ainsi, d’une certaine façon, ces deux histoires sont complémentaires, comme les héroïnes le sont elles-mêmes. Les auteurs ont voulu concilier bouddhisme, confucianisme et taoïsme, en accordant une place égale à la, à la compassion, à l’aide à autrui et à la piété filiale. C’est un exemple de syncrétisme réussi.

### Postérité
La dévotion à Quan Âm ne  s’est pas interrompue depuis des siècles et aujourd’hui encore son culte est très répandu au Viêt Nam et aussi parmi les Vietnamiens de la diaspora. Elle est désignée par trois appellations: Quan Âm , Quán Thế  Âm, Quán Thế Âm Bồ-tát.
Dans l’enceinte de la plupart des pagodes, une statue de taille plus ou moins imposante la représente debout sur une fleur de lotus. Placée à l’extérieur, elle semble accueillir les visiteurs, à l’intérieur elle est toujours représentée deux fois :
- d'une part dans la triade (Tây Phương Tam Thánh) du bouddha Amitābha (A-di-đà) avec Quan Âm à sa droite et Mahasthamaprapta (Đại Thế Chí) à sa gauche ;
- d'autre part, sous sa forme d’Avalokiteśvara aux quatre, huit, douze, vingt-quatre ou mille bras.
Les pratiquants bouddhistes vietnamiens récitent  le Chú Đại Bi (ou Đại Bi Tâm Đà La Ni ), version locale  de la  Dharani de la Grande Compassion Nilakantha Dharani, un hymne  spécialement destiné à Quan Âm. Elle est très présente dans la pratique cultuelle  et  tient une place importante dans le panthéon bouddhique vietnamien. Elle est vénérée au même titre que son Maître A Di Đà (le Bouddha Amitābha) , dont elle porte l'effigie au centre de sa coiffure.
| Au Viêt Nam, à l'entrée de nombreuses pagodes, notamment dans les lieux touristiques, le Chú Đại Bi (Mantra de la Grande Compassion), est proposé soit sous forme de livret, soit sur simple feuillet imprimé. Ils sont réalisés à l'initiative de pratiquants bouddhistes qui en font offrande au sangha. Description des illustrations : * À gauche : Deux livrets, premières de couvertures, carton souple, 21x14.5 cm. -Exemplaire de couleur verte, 32 p. : Quan Âm (ou Quán Thế Âm Bồ Tát) est debout sur un lotus. Elle est représentée sous sa forme aux vingt-quatre bras et aux onze faces. La signification (et non la traduction littérale) des mots «Nghi Thức Trì Tụng» est : «Instructions pour bien réciter (le CHÚ ĐẠI BI)». -Exemplaire de couleur orangée, 12 p. : Quán Âm est assise sur un lotus. Dans sa main droite, elle tient un rameau de saule pour l'aspersion de l'eau divine purificatrice, contenue dans le vase posé sur la paume de sa main gauche. Au milieu de sa coiffure est représentée l'effigie du Bouddha A Di Đà (Amitābha). * Au centre : Un des livrets ouvert. On peut lire les versets numérotés 1-42 du Chú Đại Bi, soit la moitié du texte intégral. * À droite : Feuille de papier ordinaire (21x29,7cm). Texte complet du Chú Đại Bi, soit 84 versets, imprimé en noir et blanc. En haut de la page, de part et d'autre, figurent les représentations d' A Di Đà et de Quán Âm. Remarque: l'un des livrets compte plus de pages (32) que l'autre (12) parce qu'il est plus illustré et contient des instructions rituéliques (suivant la mention figurant sur la première de couverture). |  | Au Viêt Nam, à l'entrée de nombreuses pagodes, notamment dans les lieux touristiques, le Chú Đại Bi (Mantra de la Grande Compassion), est proposé soit sous forme de livret, soit sur simple feuillet imprimé. Ils sont réalisés à l'initiative de pratiquants bouddhistes qui en font offrande au sangha. Description des illustrations : * À gauche : Deux livrets, premières de couvertures, carton souple, 21x14.5 cm. -Exemplaire de couleur verte, 32 p. : Quan Âm (ou Quán Thế Âm Bồ Tát) est debout sur un lotus. Elle est représentée sous sa forme aux vingt-quatre bras et aux onze faces. La signification (et non la traduction littérale) des mots «Nghi Thức Trì Tụng» est : «Instructions pour bien réciter (le CHÚ ĐẠI BI)». -Exemplaire de couleur orangée, 12 p. : Quán Âm est assise sur un lotus. Dans sa main droite, elle tient un rameau de saule pour l'aspersion de l'eau divine purificatrice, contenue dans le vase posé sur la paume de sa main gauche. Au milieu de sa coiffure est représentée l'effigie du Bouddha A Di Đà (Amitābha). * Au centre : Un des livrets ouvert. On peut lire les versets numérotés 1-42 du Chú Đại Bi, soit la moitié du texte intégral. * À droite : Feuille de papier ordinaire (21x29,7cm). Texte complet du Chú Đại Bi, soit 84 versets, imprimé en noir et blanc. En haut de la page, de part et d'autre, figurent les représentations d' A Di Đà et de Quán Âm. Remarque: l'un des livrets compte plus de pages (32) que l'autre (12) parce qu'il est plus illustré et contient des instructions rituéliques (suivant la mention figurant sur la première de couverture). |  | Au Viêt Nam, à l'entrée de nombreuses pagodes, notamment dans les lieux touristiques, le Chú Đại Bi (Mantra de la Grande Compassion), est proposé soit sous forme de livret, soit sur simple feuillet imprimé. Ils sont réalisés à l'initiative de pratiquants bouddhistes qui en font offrande au sangha. Description des illustrations : * À gauche : Deux livrets, premières de couvertures, carton souple, 21x14.5 cm. -Exemplaire de couleur verte, 32 p. : Quan Âm (ou Quán Thế Âm Bồ Tát) est debout sur un lotus. Elle est représentée sous sa forme aux vingt-quatre bras et aux onze faces. La signification (et non la traduction littérale) des mots «Nghi Thức Trì Tụng» est : «Instructions pour bien réciter (le CHÚ ĐẠI BI)». -Exemplaire de couleur orangée, 12 p. : Quán Âm est assise sur un lotus. Dans sa main droite, elle tient un rameau de saule pour l'aspersion de l'eau divine purificatrice, contenue dans le vase posé sur la paume de sa main gauche. Au milieu de sa coiffure est représentée l'effigie du Bouddha A Di Đà (Amitābha). * Au centre : Un des livrets ouvert. On peut lire les versets numérotés 1-42 du Chú Đại Bi, soit la moitié du texte intégral. * À droite : Feuille de papier ordinaire (21x29,7cm). Texte complet du Chú Đại Bi, soit 84 versets, imprimé en noir et blanc. En haut de la page, de part et d'autre, figurent les représentations d' A Di Đà et de Quán Âm. Remarque: l'un des livrets compte plus de pages (32) que l'autre (12) parce qu'il est plus illustré et contient des instructions rituéliques (suivant la mention figurant sur la première de couverture). |
| Au Viêt Nam, à l'entrée de nombreuses pagodes, notamment dans les lieux touristiques, le Chú Đại Bi (Mantra de la Grande Compassion), est proposé soit sous forme de livret, soit sur simple feuillet imprimé. Ils sont réalisés à l'initiative de pratiquants bouddhistes qui en font offrande au sangha. Description des illustrations : - À gauche : Deux livrets, premières de couvertures, carton souple, 21x14.5 cm. -Exemplaire de couleur verte, 32 p. : Quan Âm (ou Quán Thế Âm Bồ Tát) est debout sur un lotus. Elle est représentée sous sa forme aux vingt-quatre bras et aux onze faces. La signification (et non la traduction littérale) des mots «Nghi Thức Trì Tụng» est : «Instructions pour bien réciter (le CHÚ ĐẠI BI)». -Exemplaire de couleur orangée, 12 p. : Quán Âm est assise sur un lotus. Dans sa main droite, elle tient un rameau de saule pour l'aspersion de l'eau divine purificatrice, contenue dans le vase posé sur la paume de sa main gauche. Au milieu de sa coiffure est représentée l'effigie du Bouddha A Di Đà (Amitābha). - Au centre : Un des livrets ouvert. On peut lire les versets numérotés 1-42 du Chú Đại Bi, soit la moitié du texte intégral. - À droite : Feuille de papier ordinaire (21x29,7cm). Texte complet du Chú Đại Bi, soit 84 versets, imprimé en noir et blanc. En haut de la page, de part et d'autre, figurent les représentations d' A Di Đà et de Quán Âm. Remarque: l'un des livrets compte plus de pages (32) que l'autre (12) parce qu'il est plus illustré et contient des instructions rituéliques (suivant la mention figurant sur la première de couverture). |  | |  | |

## Les perroquets de Guanyin et de Quan Âm Thị Kính

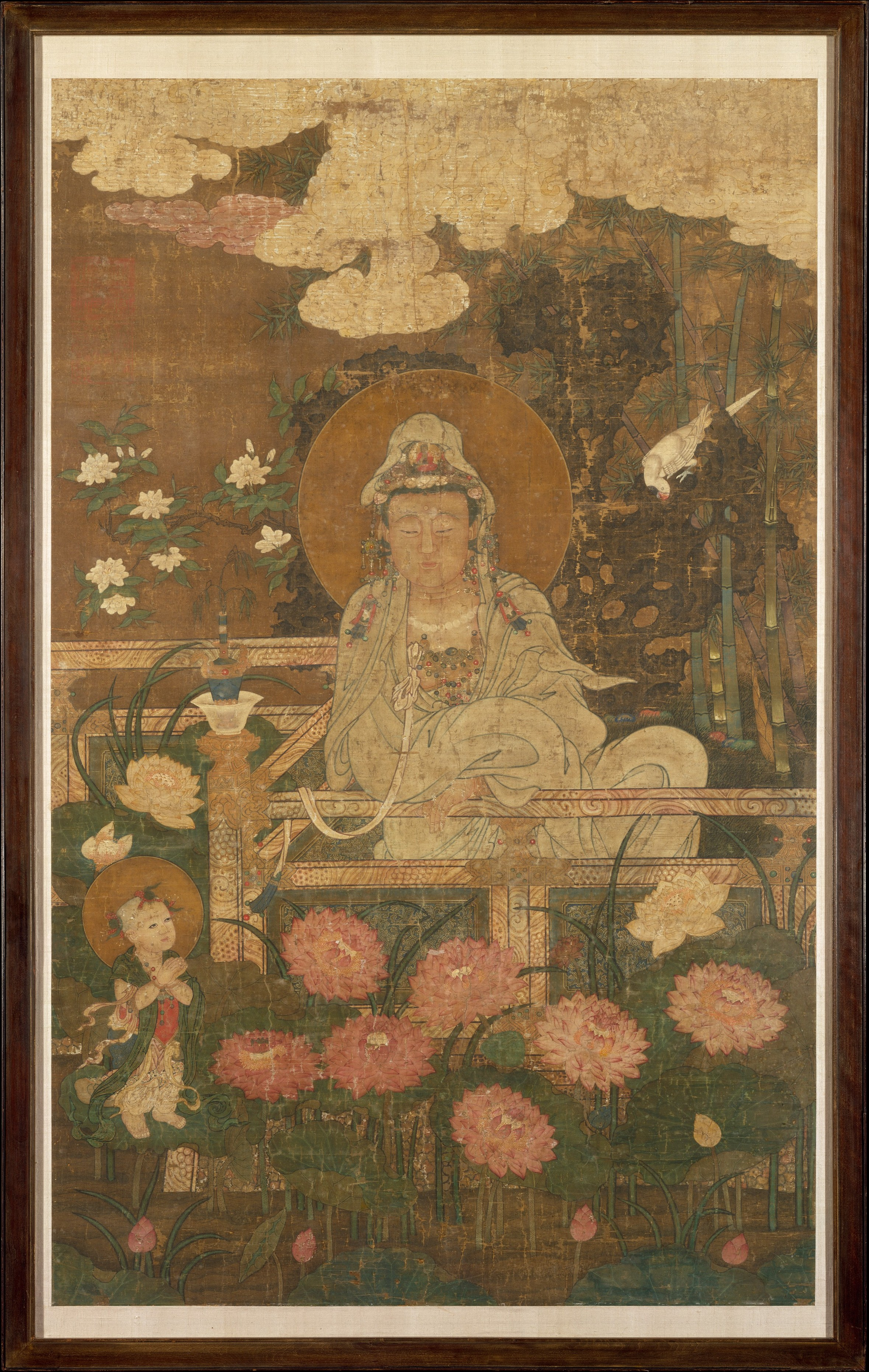
Guanyin aux neuf lotus avec un perroquet blanc. Rouleau suspendu, encre et peinture sur soie. Auteur anonyme. Chine, 1593. Metropolitan Museum of Art, New-York.

### Guanyin
Dans l’iconographie populaire, Guanyin est souvent représentée avec un perroquet blanc, le plus souvent placé à sa droite, parfois à sa gauche (comme dans l'illustration ci-contre), battant des ailes et tenant dans son bec une perle ou un ruban perlé. Voici une des versions de son histoire.
L’action se passe durant la période de la dynastie Tang (618-907). Un jour, un petit perroquet part à la recherche du mets préféré de sa mère malade. Mais en cours de route, il est capturé par un braconnier qui espére le revendre et ne lui fait donc aucun mal. Après quelques jours, l'oiseau parvient à s'échapper. Hélas, il retrouve sa mère morte. Accablé par la tristesse, il ne peut que l'enterrer.
Mais par la suite, il fait le vœu de devenir un disciple de Guanyin. La bodhisattva, qui a tout vu, est émue par son histoire et l’accepte auprès d’elle. Le perroquet deviendra le symbole de la piété filiale.
On peut remarquer que la légende de Quan Âm Nam Hải ne mentionne pas de perroquet.

### Quan Âm Thị Kính
La transformation en perroquet du mari incrédule ressemble plus à une punition qu’à une récompense, comme c’est le cas dans l’histoire de Guanyin. L’auteur de la pièce s’est probablement référé à une version de la légende chinoise. On peut toutefois s’étonner que le comportement symbolisant la piété filiale (l’attitude du jeune perroquet pour sa mère souffrante) ait été transformé en une réaction violente d'un mari stupide, croyant  à tort que son épouse voulait l’assassiner.
Dans les textes bouddhiques, il avait déjà été question de perroquets. Dans les Jātaka, trois histoires ont pour héros deux frères perroquets nommés Rādha (l’aîné) et Poṭṭhapāda (le cadet), qui personnifient le futur Bouddha et Ānanda. Il s’agit des Rādha-Jātaka (n°145 et 198) et Kālabāhu-Jātaka (n°329),.